# NGC 2795
NGC 2795 é uma galáxia elíptica (E) localizada na direcção da constelação de Cancer. Possui uma declinação de +17° 37' 42" e uma ascensão recta de 9 horas, 16 minutos e 03,7 segundos.
A galáxia NGC 2795 foi descoberta em 21 de Dezembro de 1863 por Albert Marth.